# Wilhelm Leibl
Wilhelm Maria Hubertus Leibl (Colonia, 23 de octubre de 1844-Würzburgo, 4 de diciembre de 1900) fue un pintor realista alemán, cultivador del género de los retratos y de la vida campesina. Se le considera una de las figuras del naturalismo pictórico alemán.

## Biografía
Leibl nació en Colonia, en el seno de una familia de una familia conservadora de la pequeña burguesía, y en 1861 comenzó su primera formación con Hermann Becker, un pintor local. Entró en la Academia de Múnich en 1864, si bien quería ir a la de Stuttgart, pero los padres quisieron mantenerlo alejado de la influencias liberales. Allí estudió en los años siguientes con varios artistas entre los que estuvieron Carl Theodor von Piloty, pintor de cuadros de historia, Arthur Ramberg, pintor de cuadros de género, y Wilhelm von Kaulbach. Estableció un taller colectivo en 1869, con Johann Sperl, Theodor Alt, y Rudolf Hirth du Frênes, pintando retratos y escenas costumbristas. Ese año se celebró la Primera Exposición Internacional del Palacio de Cristal (Glaspalast) de Múnich. Allí mostró Leibl, con gran éxito, su obra Frau Gedon (Retrato de la señora Gedon). También se mostró entonces la obra de Gustave Courbet, quien visitó Múnich, produciendo una honda impresión en muchos de los artistas locales con sus demostraciones de pintura alla prima directamente del natural. Entre las obras de Courbet estaban Los canteros. Las pinturas de Leibl, que ya reflejaban su admiración por los antiguos maestros holandeses, especialmente por Rembrandt y Vermeer, adquirieron un estilo más suelto, presentados sus temas con espesas pinceladas de pintura contra fondos oscuros. Leibl marchó entonces a París para una estancia de nueve meses durante la cual conoció a Édouard Manet y las primeras obras impresionistas. Allí trabajó con Courbet.

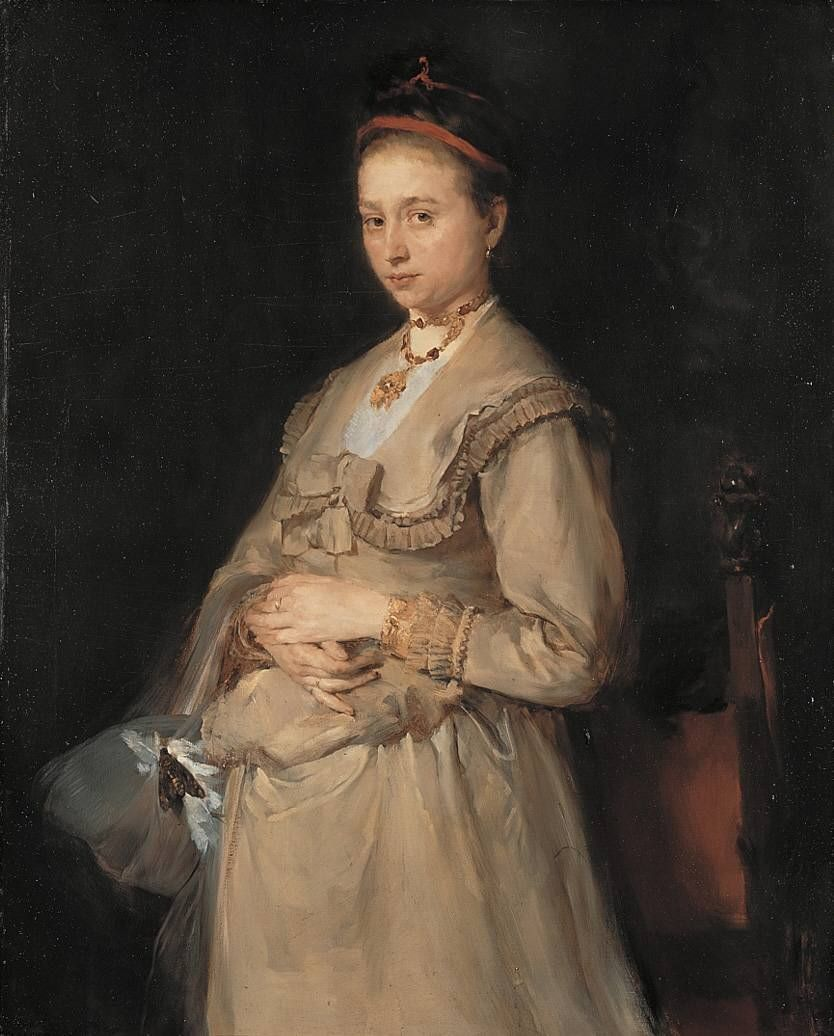
Retrato de la señora Gedon, 1869, óleo sobre lienzo, 119,5 × 95,7 cm, Neue Pinakothek, Múnich, obra con la que se dio a conocer Leibl en la Exposición Internacional en el Glaspalast muniqués.

Tuvo que regresar a Alemania al estallar la Guerra Franco-prusiana en el verano de 1870. Leibl vivió en Múnich hasta 1873, cuando se trasladó al aislado campo bávaro, en una muestra de oposición al arte oficial. Viviendo entre campesinos, representó a sus vecinos en escenas cotidianas vacías de sentimentalismo o anécdotas, intentaba representar los detalles y el alma de los seres humanos. La calidad cercana al esbozo de su pintura fue reemplazada por mayor precisión y atención al dibujo. Desde 1878 hasta 1882 vivió en la pequeña localidad de Berbling, donde pintó la que quizá sea su obra más conocida, las 'Tres mujeres en la iglesia (Kunsthalle, Hamburgo). En este cuadro se encarna uno de sus lemas, «Los seres humanos deben pintarse tal y como se ven». Su estilo intensamente realista recuerda a Hans Holbein en su claridad de definición. Durante los siguientes años se trasladó a la ciudad de Aibling y, en 1892, a Kutterling, al tiempo que sus cuadros reunían el dibujo disciplinado que había adoptado en los años 1880 con una nueva delicadeza y luminosidad.
Leibl pintaba sin dibujos preliminares, poniéndose manos a la obra directamente con el color, un enfoque que tiene paralelismo con el Impresionismo. Su compromiso con la representación de la realidad tal como la ve el ojo le ganó el reconocimiento en vida como el artista más destacado de un grupo llamado el «círculo de Leibl» (Leibl-Kreis) que incluyó, entre otros, a Carl Schuch, Wilhelm Trübner, Otto Scholderer, y Hans Thoma. No era un grupo con unas directrices prefijadas, ni constituía una organización formal. La obra de Leibl influyó en generaciones posteriores, en particular, en los pintores de la Nueva Objetividad. Actualmente se le considera uno de los grandes pintores alemanes y el mayor representante del realismo alemán del siglo XIX. 
Ejecutó un pequeño número de aguafuertes en un estilo meticuloso. Sus dibujos al carboncillo están concebidos como grandes masas de luz y sombra, cerradas como si estuviera usando un pincel y pintura. Leibl siguió pintando hasta su muerte, ocurrida en Würzburgo en 1900.
Las revistas de arte alemanas, influenciadas por su orientación política y los autores franceses, decían de él que era un artista que retrataba la fealdad 
y que gracias a ello se acercaba a la verdad. En un principio, se referían a Leibl de manera peyorativa. A partir de 1878 empiezan a ver en el pintor un progreso de la pintura alemana en general, viendo su obra como poseedora de un estilo Holbein. En Francia, tras la Feria Mundial de París, se le asemeja con Coubert. Meses antes de la Feria, Ludwig Hevesi decía de Leibl:

«Leibl es el "sans-culotte" del realismo. Solo conoce un tipo de arte: La naturaleza. Lucha por representar la apariencia externa, la forma en la que se presenta en su desnuda y ordinaria realidad, en su completa e inexorable verdad. La obliteración del idealismo es su ideal. Un artista que adopta este punto de vista extremo, debe, con el transcurso del tiempo, ir necesariamente más allá de cualquier extremo.[...] A Leibl le gusta particularmente pintar lo feo. Se sumerge en ello con un amor y un gozo sin parangón, se entusiama con la racionalidad y se deleita con lo repulsivo»

## Obras
Pintó sobre todo retratos, grupos de figuras y escenas costumbristas exentas de sentimentalismo. Son composiciones sencillas. Muestra un gran interés por la luz, así como por el claroscuro. Inicialmente muestra la influencia de la pintura flamenca, con su atención a los detalles y su técnica brillante; en las obras de madurez muestra influencias del impresionismo.

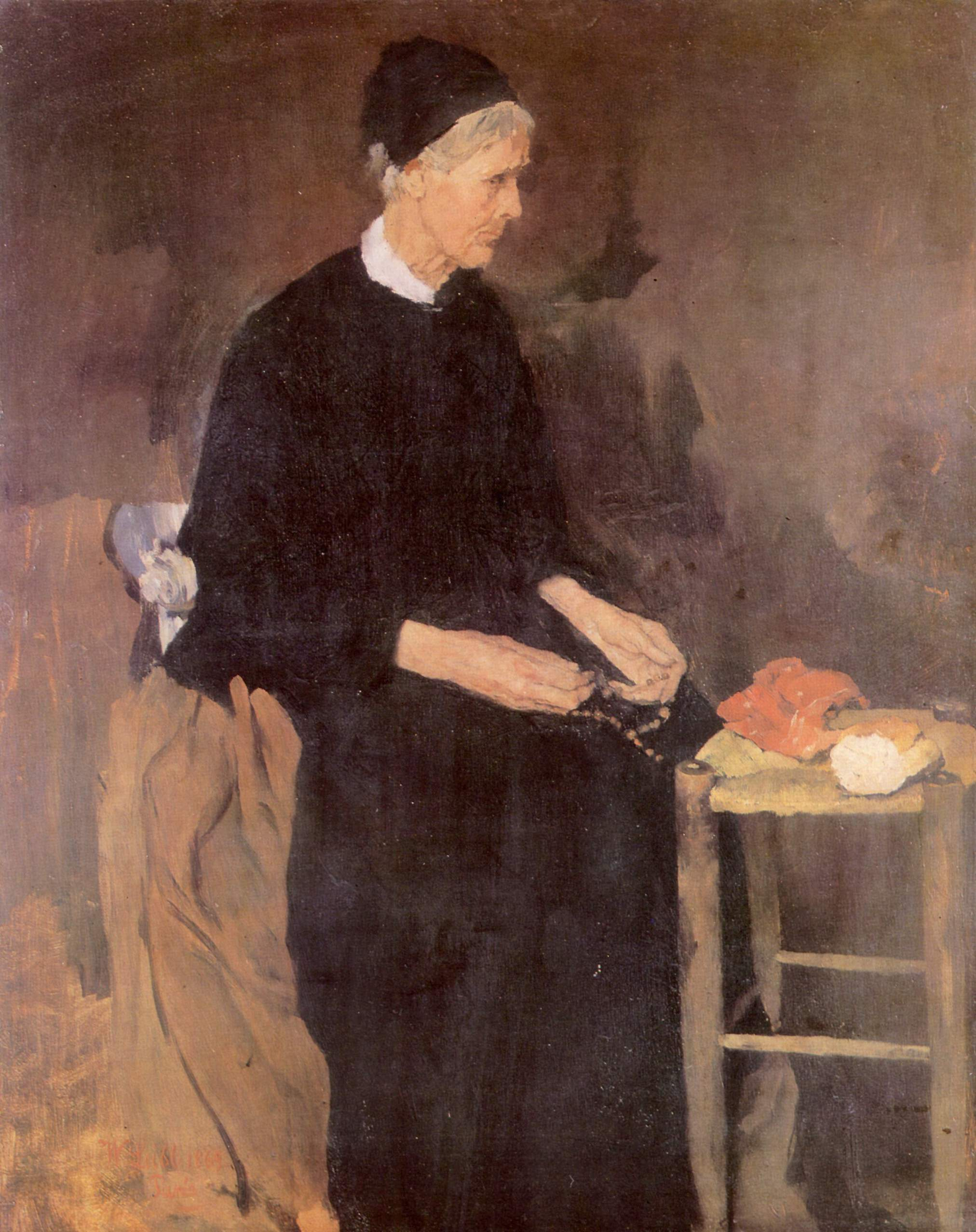
Vieja parisiense, 1869-1870, óleo sobre tabla, 81,5 × 64,5 cm, Museo Wallraf-Richartz, Colonia.

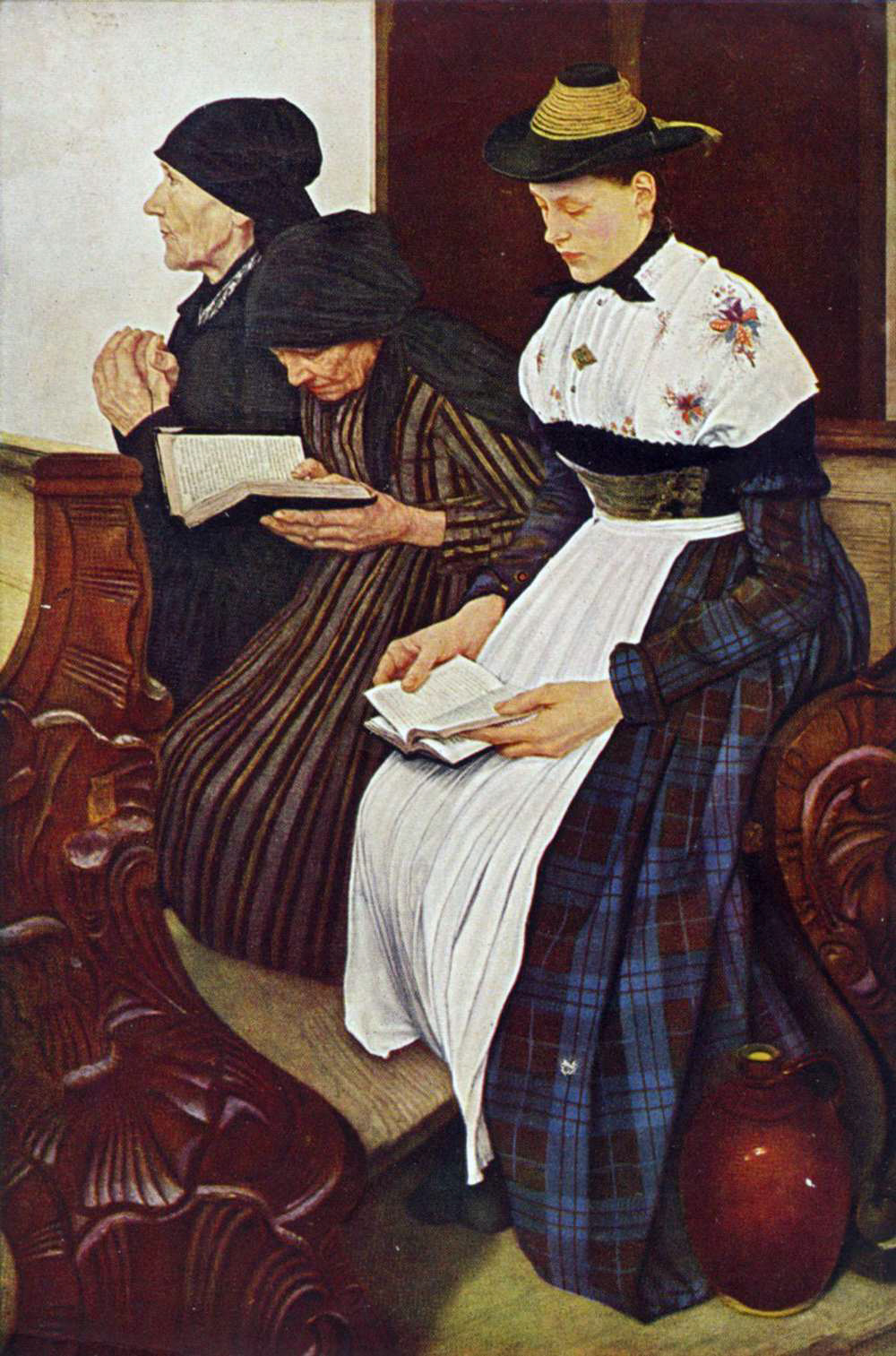
Tres mujeres en la iglesia, 1881, óleo sobre tabla, 113 × 77 cm, Kunsthalle de Hamburgo.

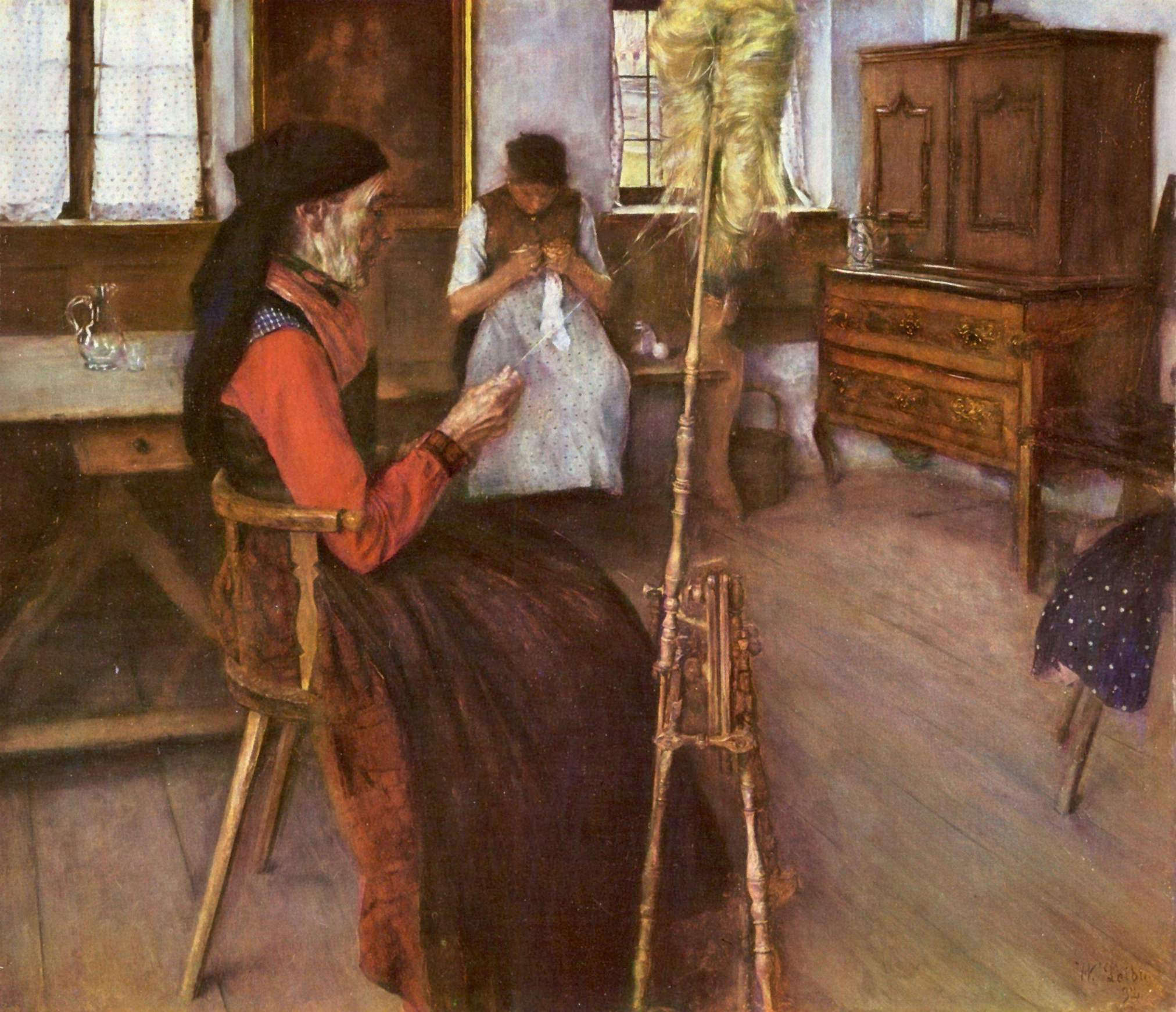
La hilandera, 1892, óleo sobre lienzo, 65 × 74 cm, Museo de Bellas Artes de Leipzig.

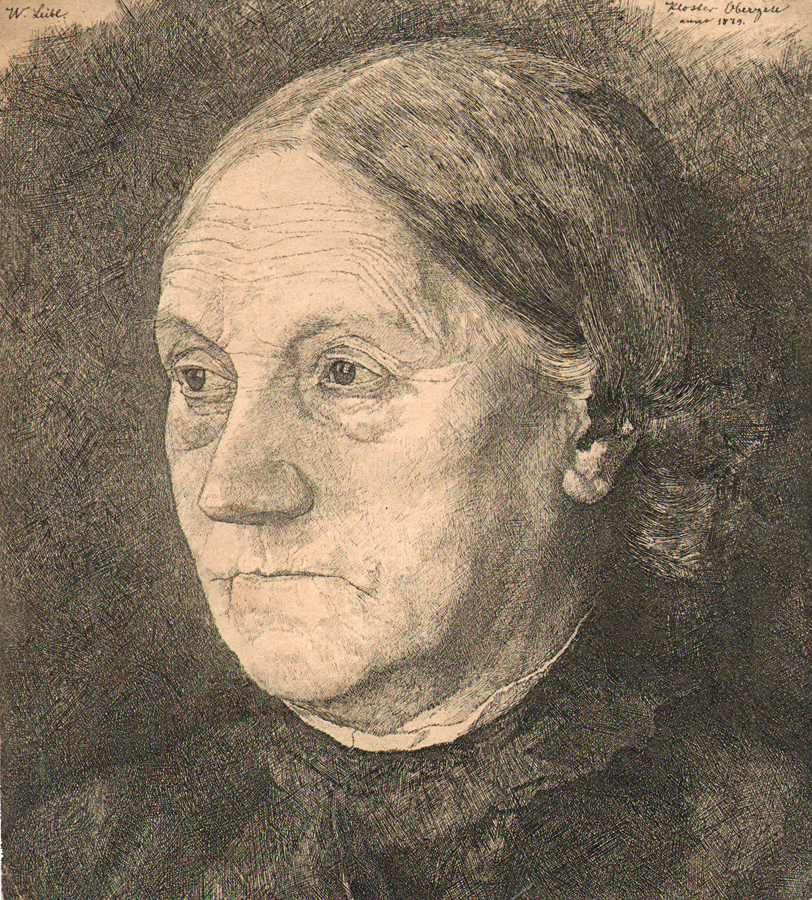
Gertrud Leibl, 1879, aguafuerte, 16,5 × 15 cm.

- Frau Gedon (Retrato de la señora Gedon) (Múnich, Neue Pinakothek), 1869, óleo sobre lienzo, 119,5 x 93,7 cm
- Die junge Pariserin (Colonia, Museo Wallraf-Richartz), 1869, óleo sobre tabla, 64,5 x 52,5 cm
- Schlafender Savoyardenknabe (San Petersburgo, Museo del Hermitage), 1869, óleo sobre tabla, 44 x 64 cm
- Der Maler Paul von Szinyei-Merse (Budapest, Museo de Bellas Artes), 1869, óleo sobre lienzo, 139,5 x 102 cm
- Die alte Pariserin (Vieja parisiense) (Colonia, Museo Wallraff-Richartz), 1869-70, óleo sobre tabla, 81,5 x 64,5 cm
- Der Maler Sattler mit seiner Dogge (Múnich, Neue Pinakothek), 1870, óleo sobre tabla, 72,5 x 62 cm
- Konzertstudie (Colonia, Museo Wallraff-Richartz), h. 1870, óleo sobre tabla, 44 x 40 cm
- Johann Heinrich Pallenberg (Colonia, Museo Wallraff-Richartz), 1871, óleo sobre lienzo, 118 x 95,5 cm
- Lina Kirchdorffer (Múnich, Neue Pinakothek, Inv. Nr. 8446), 1871, óleo sobre lienzo, 111,5 x 83,2 cm
- Dachauerin mit Kind (Berlín, Antigua Galería Nacional de Berlín), 1874-75, óleo sobre tabla, 86 x 68 cm
- Dachauer Bäuerinnen (o Quellenangabe: Berlín, Nationalgalerie), 1874-75
- Der Maler Carl Schuch (Múnich, Neue Pinakothek, Inv. Nr. 8620), 1876, óleo sobre lienzo, 58,6 x 50,5 cm
- Bauernmädchen mit weißem Kopftuch (Múnich, Neue Pinakothek), h. 1876, óleo sobre tabla, 21,5 x 17 cm
- Das ungleiche Paar (Fráncfort del Meno, Instituto Städel), 1876-77, óleo sobre lienzo, 75,5 x 61,5 cm
- Die Dorfpolitiker (Los políticos del pueblo) (Winterthur, Fundación Oskar Reinhart), 1876-77, óleo sobre lienzo sobre tabla, 76 x 97,5 cm
- Rosina Fischler, Gräfin Treuberg (Viena, Österreichische Galerie, Inv. Nr. 1497), 1877, óleo sobre tabla, 88 x 66,8 cm
- Der Spargroschen (Wuppertal, Museo Von der Heydt), 1877, óleo sobre tabla, 39 x 31 cm
- Dr. med. Friedrich Rauert (Hamburgo, Kunsthalle), 1877, temple sobre lienzo, 50 x 40 cm
- Rosine Fischler, Gräfin Treuberg (Kunsthalle de Hamburgo), 1877-78, óleo sobre lienzo, 104,1 x 82,2 cm
- Kopf eines Bauernmädchens (Dresde, Gemäldegalerie), 1879, óleo sobre tabla, 31 x 24 cm
- Kopf eines Bauernmädchens (Viena, Österreichische Galerie, Inv. Nr. 594), h. 1880, óleo sobre tabla, 30 x 27,5 cm
- Die drei Frauen in der Kirche (Tres mujeres en la iglesia) (Kunsthalle de Hamburgo), 1881, óleo sobre tabla, 113 x 77 cm
- Die Wildschützen (Berlín, Antigua Galería Nacional de Berlín), 1882-86, óleo sobre lienzo, 55 x 42 cm
- In der Bauernstube (Múnich, Neue Pinakothek), 1890, óleo sobre tabla, 37 x 38 cm
- Der Tierarzt Dt. Reindl in der Laube (Múnich, Städtische Galerie im Lenbachhaus), h. 1890, óleo sobre tabla, 26 x 19,5 cm
- Leibl und Sperl auf der Hühnerjagd (Múnich, Neue Pinakothek), 1890-95, óleo sobre lienzo, 40 x 58 cm
- Der Zeitungsleser (Essen, Museo Folkwang), 1891, óleo sobre lienzo, 63 x 48,5 cm
- Die Spinnerin (La hilandera) (Leipzig, Museo de Bellas Artes), 1892, óleo sobre lienzo, 65 x 74 cm
- Strickende Mädchen auf der Ofenbank (Dresde, Gemäldegalerie), h. 1892-95, óleo sobre lienzo, 59 x 42 cm
- Mädchen am Herd (Colonia, Museo Wallraff-Richartz), 1895, óleo sobre tabla, 41 x 32 cm
- Miesbacher Bäuerin (Wuppertal, Städtisches Museum), h. 1896, óleo sobre tabla, 37 x 29 cm
- In Erwartung (Leipzig, Museo de Bellas Artes), 1898, óleo sobre tabla, 35 x 26,5 cm
- In der Küche (Colonia, Museo Wallraff-Richartz), 1898, óleo sobre lienzo, 84 x 64,5 cm
- Mädchen am Fenster (Colonia, Museo Wallraff-Richartz), 1899, óleo sobre lienzo, 109 x 72 cm